# Aron David Rojas Jara
Aron David Rojas Jara (Aquiares, Costa Rica; 5 de julio de 2008), conocido como Tulio, es un futbolista costarricense que juega como portero en el Municipal Turrialba de la segunda división de Costa Rica.

## Trayectoria

### Inicios
Formado en las categorías inferiores de Promesas Aquiares y A.D. Liga Menor Turrialba, destacó por sus reflejos y seguridad bajo los tres palos.  

### Municipal Turrialba
En 2025, debutó con el primer equipo del Municipal Turrialba en un partido contra Consultants, donde tuvo destacadas intervenciones.

## Estilo de juego
Portero ágil con gran capacidad de reacción en uno contra uno y especialista en jugadas de alta presión. Su apodo "Tulio" se popularizó entre sus compañeros por su carisma y liderazgo en la cancha.  

## Vida personal
Nacido y criado en la comunidad de Aquiares, es considerado una de las promesas más sólidas del fútbol juvenil de Turrialba.  